# 戚继光墓 (河北省)
北宋村，位于中国河北省沧州市献县，为沧州市献县的一个省级文物保护单位，类型为古墓葬，公布时间为1982年7月23日。
北宋村的历史年代为戚继光墓。